# Israelische U20-Eishockeynationalmannschaft
Die israelische U20-Eishockeynationalmannschaft vertritt den Eishockeyverband Israels in der U20-Junioren-Leistungsstufe bei internationalen Wettbewerben. Die Mannschaft nahm 1997 erstmals an einer Weltmeisterschaft teil. Erst seit 2016 nimmt Israel regelmäßig an der U20-Weltmeisterschaft teil.

## Geschichte
Die U20-Nationalmannschaft Israels bestritt ihr erstes Spiel während der Junioren-D-Weltmeisterschaft 1997, gegen Estland unterlag sie 3:12. Nach einer weiteren Niederlage und zwei Siegen beendete sie das Turnier auf Platz 5 von acht Teilnehmern.
Die nächsten Spiele der U20-Nationalmannschaft erfolgten 2005; in vier Freundschaftsspielen gegen Mexiko in den USA verlor das Team vier Mal.
Seit 2016 nimmt Israel regelmäßig an den U20-Weltmeisterschaften teil. Beim Neustart 2016 in der Division III landete die Mannschaft bei sieben Teilnehmern auf dem vierten Platz. Beim Turnier 2018 konnte sie alle fünf Spiele gewinnen und stieg in die Division II B auf. 2019 konnte sie mit einem klaren Sieg gegen Mexiko den sofortigen Wiederabstieg abwenden. Dagegen musste das Nationalteam 2020 fünf Niederlagen hinnehmen, davon zwei zweistellig, landete abgeschlagen auf dem letzten Platz und stieg in die Division III ab.

## Platzierungen
- 1997: 5. D-Gruppe (32. insgesamt)

- 2016: 4. Division III (38. insgesamt)
- 2017: 5. Division III (39. insgesamt)
- 2018: 1. Division III (35. insgesamt)
- 2019: 5. Division II Gruppe B (33. insgesamt)
- 2020: 6. Division II Gruppe B (34. insgesamt)
- 2021: keine Austragung
- 2022: 4. Division III (38. insgesamt)
- 2023: 2. Division III (36. insgesamt)